# Списак споменика културе у Зајечарском округу
Следи списак споменика културе у Зајечарском округу.
| ИД      | Слика                                                            | Назив                                                            | Адреса                     | Координате                                         | Место               | Градска општина | Општина  | Надлежни завод |
| ------- | ---------------------------------------------------------------- | ---------------------------------------------------------------- | -------------------------- | -------------------------------------------------- | ------------------- | --------------- | -------- | -------------- |
| СК 211  | Соко Град (бањски)                                               | Соко Град (бањски)                                               |                            | 43.635601°N 21.892414°E / 43.635601, 21.892414     |                     |                 | Сокобања | НИШ            |
| СК 214  | Манастир Лапушња                                                 | Манастир Лапушња                                                 |                            | 43.788414°N 21.78644°E / 43.788414, 21.78644       | Луково (Бољевац)    |                 | Бољевац  | НИШ            |
| СК 216  | Манастир Свете Тројице у Горњој Каменици                         | Манастир Свете Тројице у Горњој Каменици                         |                            | 43.482477°N 22.340134°E / 43.482477, 22.340134     | Горња Каменица      |                 | Књажевац | НИШ            |
| СК 217  | Црква Св. Богородице у Доњој Каменици                            | Црква Св. Богородице у Доњој Каменици                            |                            | 43.486968°N 22.328122°E / 43.486968, 22.328122     | Доња Каменица       |                 | Књажевац | НИШ            |
| СК 233  | Манастир Крепичевац                                              | Манастир Крепичевац                                              |                            | 43.853609°N 21.85056°E / 43.853609, 21.85056       | Јабланица (Бољевац) |                 | Бољевац  | НИШ            |
| СК 234  | Црква Светог Ђорђа у Књажевцу                                    | Црква Светог Ђорђа у Књажевцу                                    | Карађорђева                | 43.565583°N 22.25183°E / 43.565583, 22.25183       | Књажевац            |                 | Књажевац | НИШ            |
| СК 239  | Црква Успења Богородице у Јошаници                               | Црква Успења Богородице у Јошаници                               |                            | 43.722025°N 21.775244°E / 43.722025, 21.775244     | Јошаница (Сокобања) |                 | Сокобања | НИШ            |
| СК 241  | Црква Св. Илије у Бољевцу                                        | Црква Св. Илије у Бољевцу                                        |                            | 43.829179°N 21.958171°E / 43.829179, 21.958171     | Бољевац             |                 | Бољевац  | НИШ            |
| СК 242  | Црква Св. Архангела-Лозица                                       | Црква Св. Архангела-Лозица                                       |                            | 43.795168°N 21.760047°E / 43.795168, 21.760047     | Криви Вир           |                 | Бољевац  | НИШ            |
| СК 288  | Пошаљи фотографију                                               | Зањевачка црква                                                  |                            | 43.9214802°N 22.2030222°E / 43.9214802, 22.2030222 | Звездан (Зајечар)   |                 | Зајечар  | НИШ            |
| СК 313  | Средњовековно утврђење Врмџа                                     | Средњовековно утврђење Врмџа                                     |                            | 43.714247°N 21.820176°E / 43.714247, 21.820176     | Врмџа               |                 | Сокобања | НИШ            |
| СК 330  | Радул бегов конак                                                | Радул бегов конак                                                | Љубе Нешића                | 43.902005°N 22.279307°E / 43.902005, 22.279307     | Зајечар             |                 | Зајечар  | НИШ            |
| СК 331  | Кућа на Тргу ослобођења 41                                       | Кућа на Тргу ослобођења 41                                       | Трг ослобођења 41          | 43.566407°N 22.253514°E / 43.566407, 22.253514     | Књажевац            |                 | Књажевац | НИШ            |
| СК 461  | Стари камени споменик                                            | Стари камени споменик                                            |                            | 43.9401201°N 22.0312703°E / 43.9401201, 22.0312703 | Сумраковац          |                 | Бољевац  | НИШ            |
| СК 462  | Кућа Добросава Петровића                                         | Кућа Добросава Петровића                                         | код Спомен-чесме           | 43.829666°N 21.954057°E / 43.829666, 21.954057     | Бољевац             |                 | Бољевац  | НИШ            |
| СК 463  | Стара апсана (Музеј Тимочке буне)                                | Стара апсана (Музеј Тимочке буне)                                |                            | 43.830386°N 21.958687°E / 43.830386, 21.958687     | Бољевац             |                 | Бољевац  | НИШ            |
| СК 473  | Пошаљи фотографију                                               | Зграда Старе општине у Кривом Виру                               |                            | 43.822127°N 21.749279°E / 43.822127, 21.749279     | Криви Вир           |                 | Бољевац  | НИШ            |
| СК 474  | Зграда Основне школе у Јабланици                                 | Зграда Основне школе у Јабланици                                 |                            | 43.835471°N 21.867737°E / 43.835471, 21.867737     | Јабланица (Бољевац) |                 | Бољевац  | НИШ            |
| СК 476  | Османбегова чесма                                                | Османбегова чесма                                                |                            | 43.941961°N 21.950486°E / 43.941961, 21.950486     | Подгорац (Бољевац)  |                 | Бољевац  | НИШ            |
| СК 592  | Кућа у улици Ђуре Салаја 20 у Зајечару                           | Кућа у улици Ђуре Салаја 20 у Зајечару                           | Ђуре Салаја 20             | 43.903582°N 22.271914°E / 43.903582, 22.271914     | Зајечар             |                 | Зајечар  | НИШ            |
| СК 593  | Зграда у улици Љубе Нешића 31 у Зајечару                         | Зграда у улици Љубе Нешића 31 у Зајечару                         | Љубе Нешића 31             | 43.899701°N 22.2829°E / 43.899701, 22.2829         | Зајечар             |                 | Зајечар  | НИШ            |
| СК 594  | Зграда у улици Маршала Тита бр. 5а у Зајечару                    | Зграда у улици Маршала Тита бр. 5а у Зајечару                    | Маршала Тита 5а            | 43.900753°N 22.268631°E / 43.900753, 22.268631     | Зајечар             |                 | Зајечар  | НИШ            |
| СК 595  | Кућа у Ул. Проте Матеје 9                                        | Кућа у Ул. Проте Матеје 9                                        | Проте Матеје 9             | 43.904502°N 22.280793°E / 43.904502, 22.280793     | Зајечар             |                 | Зајечар  | НИШ            |
| СК 596  | Зграда Окружног начелства у Зајечару                             | Зграда Окружног начелства у Зајечару                             | Трг ослобођења             | 43.90289°N 22.279543°E / 43.90289, 22.279543       | Зајечар             |                 | Зајечар  | НИШ            |
| СК 597  | Зграда „Основне школе Љуба Нешић“                                | Зграда „Основне школе Љуба Нешић“                                | Доситејева 2               | 43.902875°N 22.275713°E / 43.902875, 22.275713     | Зајечар             |                 | Зајечар  | НИШ            |
| СК 598  | Зграда "Основне школе Десанка Максимовић"                        | Зграда "Основне школе Десанка Максимовић"                        | Доситејева 4a              | 43.902044°N 22.27589°E / 43.902044, 22.27589       | Зајечар             |                 | Зајечар  | НИШ            |
| СК 599  | Споменик стрељаним жртвама Тимочке буне                          | Споменик стрељаним жртвама Тимочке буне                          |                            | 43.894645°N 22.278618°E / 43.894645, 22.278618     | Зајечар             |                 | Зајечар  | НИШ            |
| СК 664  | Манастирска целина Суводол                                       | Манастирска целина Суводол                                       |                            | 43.699713°N 22.352702°E / 43.699713, 22.352702     | Селачка (Зајечар)   |                 | Зајечар  | НИШ            |
| СК 665  | Манастир Грлиште                                                 | Манастир Грлиште                                                 |                            | 43.814131°N 22.243096°E / 43.814131, 22.243096     | Грлиште             |                 | Зајечар  | НИШ            |
| СК 696  | Стара кућа Иванке Првуловић                                      | Стара кућа Иванке Првуловић                                      |                            | 43.683314°N 22.292265°E / 43.683314, 22.292265     | Минићево            |                 | Књажевац | НИШ            |
| СК 697  | Пошаљи фотографију                                               | Стара сеоска кућа Горана Живковића                               |                            | 43.58538°N 22.165429°E / 43.58538, 22.165429       | Балановац           |                 | Књажевац | НИШ            |
| СК 752  | Зграда Скупштине општине Сокобања                                | Зграда Скупштине општине Сокобања                                | Светог Саве 23             | 43.644701°N 21.876514°E / 43.644701, 21.876514     | Сокобања            |                 | Сокобања | НИШ            |
| СК 753  | Старо бањско купатило                                            | Старо бањско купатило                                            | Светог Саве                | 43.644158°N 21.873145°E / 43.644158, 21.873145     | Сокобања            |                 | Сокобања | НИШ            |
| СК 754  | Конак кнеза Милоша у Сокобањи                                    | Конак кнеза Милоша у Сокобањи                                    | Светог Саве                | 43.643684°N 21.873295°E / 43.643684, 21.873295     | Сокобања            |                 | Сокобања | НИШ            |
| СК 755  | Зграда Старе основне школе у Сокобањи                            | Зграда Старе основне школе у Сокобањи                            |                            | 43.643816°N 21.87234°E / 43.643816, 21.87234       | Сокобања            |                 | Сокобања | НИШ            |
| СК 756  | Црква Преображења Господњег у Сокобањи                           | Црква Преображења Господњег у Сокобањи                           |                            | 43.643482°N 21.872737°E / 43.643482, 21.872737     | Сокобања            |                 | Сокобања | НИШ            |
| СК 757  | Вила „Далмација”                                                 | Вила „Далмација”                                                 | Војводе Мишића             | 43.643242°N 21.873756°E / 43.643242, 21.873756     | Сокобања            |                 | Сокобања | НИШ            |
| СК 758  | Кућа Љубе Дидића                                                 | Кућа Љубе Дидића                                                 | Драговићева 25             | 43.642985°N 21.874615°E / 43.642985, 21.874615     | Сокобања            |                 | Сокобања | НИШ            |
| СК 759  | Административна зграда у Сокобањи                                | Административна зграда у Сокобањи                                | Драговићева 27             | 43.642985°N 21.874615°E / 43.642985, 21.874615     | Сокобања            |                 | Сокобања | НИШ            |
| СК 760  | Кућа народног хероја Алексе Маркишића                            | Кућа народног хероја Алексе Маркишића                            | Његошева 20 и 24           | 43.64592°N 21.8616°E / 43.64592, 21.8616           | Сокобања            |                 | Сокобања | НИШ            |
| СК 761  | Кућа у којој је умро књижевник Стеван Сремац                     | Кућа у којој је умро књижевник Стеван Сремац                     | Драговићева 20             | 43.642985°N 21.874615°E / 43.642985, 21.874615     | Сокобања            |                 | Сокобања | НИШ            |
| СК 762  | Грађанске куће породице Петковић                                 | Грађанске куће породице Петковић                                 | Ивана Вушовића 2-4         | 43.644018°N 21.875913°E / 43.644018, 21.875913     | Сокобања            |                 | Сокобања | НИШ            |
| СК 763  | Кућа породице Хаџи-Павловић                                      | Кућа породице Хаџи-Павловић                                      | Ивана Вушовића 1           | 43.644321°N 21.875945°E / 43.644321, 21.875945     | Сокобања            |                 | Сокобања | НИШ            |
| СК 764  | Пошаљи фотографију                                               | Кућа у Ул. Ивана Вушовића 9                                      | Ивана Вушовића 9           | 43.643591°N 21.875848°E / 43.643591, 21.875848     | Сокобања            |                 | Сокобања | НИШ            |
| СК 765  | Пошаљи фотографију                                               | Вила на Путу Озренских партизана 29                              | Пут Озренских партизана 29 | 43.641503°N 21.87455°E / 43.641503, 21.87455       | Сокобања            |                 | Сокобања | НИШ            |
| СК 766  | Ужи амбијент са чесмом Љубе Дидића                               | Ужи амбијент са чесмом Љубе Дидића                               |                            | 43.643156°N 21.876868°E / 43.643156, 21.876868     | Сокобања            |                 | Сокобања | НИШ            |
| СК 767  | Хајдук Вељкова чесма                                             | Хајдук Вељкова чесма                                             | Војводе Мишића             | 43.639507°N 21.871739°E / 43.639507, 21.871739     | Сокобања            |                 | Сокобања | НИШ            |
| СК 768  | Требичка чесма - чесма кнеза Милоша на Требичком путу            | Требичка чесма - чесма кнеза Милоша на Требичком путу            | Требички пут               | 43.657068°N 21.80642°E / 43.657068, 21.80642       | Сокобања            |                 | Сокобања | НИШ            |
| СК 770  | Кућа Аце Станојевића                                             | Кућа Аце Станојевића                                             | Његошева 6                 | 43.563072°N 22.252366°E / 43.563072, 22.252366     | Књажевац            |                 | Књажевац | НИШ            |
| СК 772  | Вила пољопривредног комбината „Џервин“                           | Вила пољопривредног комбината „Џервин“                           | Бранка Цветковића          | 43.568156°N 22.244844°E / 43.568156, 22.244844     | Књажевац            |                 | Књажевац | НИШ            |
| СК 774  | Две куће у улици Карађорђевој 15                                 | Две куће у улици Карађорђевој 15                                 | Карађорђева 15             | 43.565078°N 22.249371°E / 43.565078, 22.249371     | Књажевац            |                 | Књажевац | НИШ            |
| СК 994  | Зграда Музеја у Зајечару                                         | Зграда Музеја у Зајечару                                         | Моше Пијаде 2              | 43.904201°N 22.278427°E / 43.904201, 22.278427     | Зајечар             |                 | Зајечар  | НИШ            |
| СК 995  | Зграда Историјског архива у Зајечару                             | Зграда Историјског архива у Зајечару                             | Николе Пашића 152          | 43.900815°N 22.268728°E / 43.900815, 22.268728     | Зајечар             |                 | Зајечар  | НИШ            |
| СК 996  | Зграда Скупштине општине Зајечар                                 | Зграда Скупштине општине Зајечар                                 | Трг ослобођења             | 43.903391°N 22.278481°E / 43.903391, 22.278481     | Зајечар             |                 | Зајечар  | НИШ            |
| СК 997  | Зграда у улици Љубе Нешића 38 у Зајечару                         | Зграда у улици Љубе Нешића 38 у Зајечару                         | Љубе Нешића 38             | 43.901263°N 22.280691°E / 43.901263, 22.280691     | Зајечар             |                 | Зајечар  | НИШ            |
| СК 998  | Грађанска кућа у улици Љубе Нешића 50                            | Грађанска кућа у улици Љубе Нешића 50                            | Љубе Нешића 50             | 43.900587°N 22.281689°E / 43.900587, 22.281689     | Зајечар             |                 | Зајечар  | НИШ            |
| СК 999  | Грађанска кућа у улици Истарској 1                               | Грађанска кућа у улици Истарској 1                               | Истарска 1                 | 43.899585°N 22.279291°E / 43.899585, 22.279291     | Зајечар             |                 | Зајечар  | НИШ            |
| СК 1000 | Грађанска кућа у улици Караџићевој 1 у Зајечару                  | Грађанска кућа у улици Караџићевој 1 у Зајечару                  | Караџићева 1               | 43.902689°N 22.272162°E / 43.902689, 22.272162     | Зајечар             |                 | Зајечар  | НИШ            |
| СК 1001 | Грађанско-стамбена трговачка кућа у Зајечару                     | Грађанско-стамбена трговачка кућа у Зајечару                     | 7.септембар                |                                                    | Зајечар             |                 | Зајечар  | НИШ            |
| СК 1002 | Споменик палим ратницима из Тимочке крајине у ратовима 1912—1918 | Споменик палим ратницима из Тимочке крајине у ратовима 1912—1918 | Трг ослобођења             | 43.902892°N 22.278605°E / 43.902892, 22.278605     | Зајечар             |                 | Зајечар  | НИШ            |
| СК 1003 | Пошаљи фотографију                                               | Тимочка млекарска задруга код Вражогрнца                         |                            | 43.946547°N 22.305415°E / 43.946547, 22.305415     | Вражогрнац          |                 | Зајечар  | НИШ            |
| СК 1004 | Зграда Народног купатила у Планиници                             | Зграда Народног купатила у Планиници                             |                            | 43.835394°N 22.116839°E / 43.835394, 22.116839     | Планиница (Зајечар) |                 | Зајечар  | НИШ            |
| СК 1005 | Пошаљи фотографију                                               | Зграда Старе кафане у Заграђу                                    |                            | 43.7613°N 22.259968°E / 43.7613, 22.259968         | Заграђе (Зајечар)   |                 | Зајечар  | НИШ            |
| СК 1006 | Пошаљи фотографију                                               | Руска кућа у Великом Извору                                      |                            | 43.920277°N 22.331465°E / 43.920277, 22.331465     | Велики Извор        |                 | Зајечар  | НИШ            |
| СК 1007 | Стара кућа Душана Јовановића                                     | Стара кућа Душана Јовановића                                     |                            | 43.850684°N 22.242501°E / 43.850684, 22.242501     | Шљивар              |                 | Зајечар  | НИШ            |
| СК 1008 | Пошаљи фотографију                                               | Воденица Божидара Ранковића                                      |                            | 44.008404°N 22.271384°E / 44.008404, 22.271384     | Рготина             |                 | Зајечар  | НИШ            |
| СК 2066 | Црква у Зајечару, храм Пресвете Богородице                       | Црква у Зајечару, храм Пресвете Богородице                       |                            | 43.902407°N 22.274769°E / 43.902407, 22.274769     | Зајечар             |                 | Зајечар  | НИШ            |
| СК 2069 | Кућа у Зајечару у ул. Љубе Нешића бр. 9                          | Кућа у Зајечару у ул. Љубе Нешића бр. 9                          | Љубе Нешића бр. 9          | 43.901769°N 22.279983°E / 43.901769, 22.279983     | Зајечар             |                 | Зајечар  | НИШ            |
| СК 2092 | Пошаљи фотографију                                               | Кућа у ул. Алексе Маркишића у Сокобањи                           | Миладина Живановића        | 43.64613°N 21.871793°E / 43.64613, 21.871793       | Сокобања            |                 | Сокобања | НИШ            |
| СК 2151 | Млин у селу Дебелица                                             | Млин у селу Дебелица                                             |                            |                                                    | Дебелица            |                 | Књажевац | НИШ            |
| СК 2209 | Пошаљи фотографију                                               | Хидроелектрана „Гамзиград” у Гамзиградској Бањи                  |                            |                                                    | Гамзиградска Бања   |                 | Зајечар  | НИШ            |